# Wohnraumförderungsgesetz
Das Gesetz über die soziale Wohnraumförderung (Wohnraumförderungsgesetz – WoFG) wurde als Art. 1 des Gesetzes zur Reform des Wohnungsbaurechts verabschiedet und ersetzte zum 1. Januar 2002 das bis dahin geltende Zweite Wohnungsbaugesetz (II. WoBauG) von 1956.
Im neuen Wohnraumförderungsgesetz spielen vier Elemente eine zentrale Rolle:
1. Konzentration der Förderung auf die wirklich Bedürftigen (kinderreiche Familien, Personen mit niedrigem Einkommen),
2. stärkere Berücksichtigung des Wohnungsbestandes (Förderung der Modernisierung),
3. Förderung des Erwerbs von gebrauchtem Wohneigentum,
4. engere Verzahnung von Wohnungs- und Städtebaupolitik der Kommunen.[4]

Für die ältere Bevölkerung umfasst die soziale Wohnraumförderung die Unterstützung barrierefreier Bauweisen und altersangemessener Wohnformen und -qualitäten, zum Beispiel Wohnraum für Gruppen mit besonderem Betreuungs- und Pflegebedarf oder betreutes Wohnen.
Als Vorgriff auf die wenige Jahre später erfolgte Föderalismusreform, mit der der soziale Wohnungsbau in die konkurrierende Gesetzgebungskompetenz der Länder übergegangen ist, legt das Gesetz Rahmenbedingungen für den sozialen Wohnungsbau in Deutschland fest, unter anderem Begriffsbestimmungen und bestimmte Regelungen im Zusammenhang mit der Bezugsberechtigung für eine öffentlich geförderte Wohnung, deren Details im Einzelnen von den Ländern auszufüllen sind.
So sind seitdem etwa die Wohnungsgrößen für öffentlich geförderte Wohnungen nicht mehr bundeseinheitlich festgelegt, sondern werden von jedem Bundesland individuell bestimmt. Während sich die Änderungen bei Wohnungen für Alleinstehende in Grenzen halten (überwiegend 45 m², je nach Bundesland auch 50 m²), fallen die Unterschiede bei größeren Wohnungen, insbesondere solche für vier oder fünf Personen, teils gravierend aus (je nach Bundesland 95 bis 120 m²).
Weiterhin in diesem Gesetz normiert sind Bußgeldtatbestände bei Zweckentfremdung von öffentlich gefördertem Wohnraum.
Die Ziele des WoFG sind neuerdings unter anderem
1. die Förderung des Wohnungsbaus,
2. die Versorgung mit Mietwohnraum und
3. die Bildung von selbstgenutztem Wohneigentum.

(Siehe: § 1 Abs. 1 WoFG)